# Luzerner Forum für Sozialversicherungen und Soziale Sicherheit
Das Luzerner Forum für Sozialversicherungen und Soziale Sicherheit ist ein Verein in Luzern, Schweiz. Gegründet wurde das Luzerner Forum 2006, der Verein 2009.  
Seinen Zweck beschreibt der Verein in den Statuten wie folgt: «Der Verein fördert die Zusammenarbeit zwischen den Akteuren im Bereich Sozialversicherungen und Soziale Sicherheit des Raums Luzern und nutzt ihr Potenzial im Interesse der Sozialversicherungs-, Universitäts- und Hochschulstadt Luzern. Er engagiert sich als Netzwerk und Arbeitsgemeinschaft in der Entwicklung von sozialpolitischen und sozialrechtlichen Lösungen, in der Aus- und Weiterbildung sowie in der Forschungsförderung, ist im Beratungsgeschäft tätig und betreibt eine eigene Geschäftsstelle. Er kann alle Aktivitäten ausüben, die zum Betreiben der Geschäftsstelle erforderlich sind. Der Verein ist politisch und in seiner Tätigkeit von Personen und Interessengruppen unabhängig.»

## Finanzierung und Trägerschaft
Der Verein finanziert sich durch die Mitglieder. Alle Mitglieder zusammen bilden die Trägerschaft des Luzerner Forums. Mitglieder sind entweder Partner- oder Trägerorganisation. Partnerorganisationen tragen weniger zur Finanzierung bei, haben dafür kein Stimmrecht. Trägerorganisationen hingegen tragen mit einem höheren Betrag zur Finanzierung bei, haben an den Mitgliederversammlungen auch Stimmrecht.
Zu den Mitgliedern gehören zum Beispiel die grossen Sozialversicherungen mit Standort Luzern (Suva, CSS, Concordia), die Hochschule Luzern, die Universität Luzern, das Kantonsspital Luzern, die Schweizer Paraplegiker Stiftung, der Kanton Luzern, die Stadt Luzern, WAS (Wirtschaft, Arbeit, Gesellschaft) und viele weitere Organisationen mit Interesse an sozialer Sicherheit. Auf der Website des Luzerner Forums findet sich eine vollständige und aktuelle Liste.

## Präsidentschaft, Geschäftsführung
Von 2006 bis 2017 war Margrit Fischer-Willimann Präsidentin. Seit 2018 führt Ida Glanzmann-Hunkeler den Vorsitz. Die Geschäfte führten Rolf Kurath (2007–2011), Daniela Brusa (2011–2012) und seit 2012 Hannes Blatter. 

## Themen, Anlässe
Dem Luzerner Forum geht es um die Weiterentwicklung der sozialen Sicherheit. Entscheider in Politik und Wirtschaft sowie Wissenschaftlerinnen und Wissenschaftler referieren und diskutieren entsprechende Themen, sowohl vor und mit einem Fachpublikum wie auch vor und mit der Öffentlichkeit.

### Netzwerk-Apéros
Pro Jahr gibt es zwei bis vier sogenannte Netzwerk-Apéros. Diese finden meistens bei einer der Träger- und Partnergesellschaften statt. Zunächst gibt es einen Vortrag zu einem Kern-Thema dieser Träger- bzw. Partnergesellschaft hinsichtlich der sozialen Sicherheit, anschliessend eine Diskussionsrunde. Abgeschlossen wird der Anlass mit einem Apéro, sodass sich die Teilnehmenden gut vernetzen können. Orte solcher Netzwerk-Apéros waren zum Beispiel 2022 die Luzerner Psychiatrie in St. Urban, das Bundesgericht in Luzern, die Hochschule Luzern – Wirtschaft.
Der erste Netzwerk-Apéro fand 2012 an der Hochschule Luzern statt zum Thema «Didaktik vereinfacht das Leben».

### Öffentliche Podiumsveranstaltungen
Diese Veranstaltung ist jeweils im Frühling. Sie gibt der Öffentlichkeit die Möglichkeit, sich mit Themen der sozialen Sicherheit zu beschäftigen sowie Fragen an die Podiumsteilnehmerinnen und -teilnehmer zu stellen.
Themen waren 2022 «Zehn Jahre Neue Spitalfinanzierung: Folgen, Herausforderungen, Perspektiven?»; 2021 Umstritten: Föderalismus – Welche Lehren ziehen wir aus der Corona-Pandemie?; 2020 fiel wegen der Pandemie aus; 2019 Umstritten: Massnahmen gegen die Kostenentwicklung im Gesundheitswesen – Die Rezepte der Bundesratsparteien?
Ein Highlight war die sogenannte Elefantenrunde 2017 zum Thema «Altersvorsorge 2020 – Was sagen die Spitzen der Bundesratsparteien?» 2016 referierte Bundesrat Alain Berset zur «Altersvorsorge 2020». 
Die erste öffentliche Podiumsveranstaltung fand 2013 statt zum Thema «Fallpauschalen in Spitälern ein Jahr nach Einführung.»

### Der Luzerner Kongress Gesellschaftspolitik
Dieser Kongress ist jeweils im Herbst. Er richtet sich im Rahmen einer klaren Fragestellung an Führungspersonen aus Politik, Wirtschaft und Wissenschaft, Fachleute und Betroffene. Bis zu 180 Personen tauschen sich aus. Es gibt Impulsreferate von Fachleuten, Panel-Veranstaltungen, ebenfalls moderiert von Fachleuten bzw. Betroffenen. 
Themen waren 2022 Psychische Gesundheit – Brennpunkt Gesundheitsversorgung, 2021 Abschied von der Norm – Die Familie im System der Sozialen Sicherheit; 2020 – online – Umstritten: die Revision der zweiten Säule. Hat der Vorschlag des Bundesrates überhaupt eine Chance? 
Der erste Luzerner Kongress Gesellschaftspolitik fand 2012 statt zum Thema «Die Zukunft der Schweizer Sozialpolitik». Er wird in Partnerschaft durchgeführt mit der Hochschule Luzern – Soziale Arbeit, mit der Hochschule Luzern – Wirtschaft sowie mit der Universität Luzern.

## Podcast
Seit 2020 publiziert das Luzerner Forum einen eigenen Podcast: «Sozial? Sicher? Breakdown – der Politpodcast von Hannes und Linus». Der Podcast wird finanziert und herausgegeben vom Luzerner Forum. Den Podcast produzieren Geschäftsführer Hannes Blatter und der Ökonom Linus Bürgi.

## Lemon
2020 begann das Luzerner Forum, Anlässe für ein jugendliches Publikum durchzuführen. Das Interesse war zu gering, und «Lemon», so der Name, wurde 2022 eingestellt.

## Jubiläumsbüchlein
2017 erschien das Jubiläumsbüchlein mit Vorworten von Bundesrat Alain Berset, Ständerat Konrad Graber und Regierungsrat Guido Graf. Es enthält Interviews mit Margrit Fischer-Willimann, Präsidentin des Luzerner Forums, Christoph Lengwiler, Hochschule Luzern – Wirtschaft, Bundesrichter Marcel Maillard, Christoph Hauser, Hochschule Luzern – Wirtschaft, und einem ausführlichen Gespräch mit den Geschäftsführern Hannes Blatter und Rolf Kurath sowie den Gründungsmitgliedern Ruedi Meier und Walter Schmid. Ruedi Meier war bei der Gründung des Luzerner Forums Luzerner Stadtrat, Walter Schmid war damals Direktor der Hochschule Luzern – Soziale Arbeit. Am Jubiläum 2017 hielt Ruedi Meier die Festrede.

## Weblink
- Website Luzerner Forum